# 弦楽三重奏曲第3番 (ベートーヴェン)
弦楽三重奏曲第3番 (げんがくさんじゅうそうきょくだい3ばん) ニ長調 作品9-2 は、ルートヴィヒ・ヴァン・ベートーヴェンが作曲した弦楽三重奏曲。

## 概要
作品9の3曲の弦楽三重奏曲は作品10のピアノソナタ（第5番、第6番、第7番）などと同じ時期に書かれたと考えられている。3曲はいずれも4つの楽章を備えた意欲作で、その構造や様式には当時最新の音楽だったハイドンの交響曲からの影響を示している。果たしてこれらの作品はベートーヴェンの初期作品でありながら、同種の作品の代表になり得る優れた出来となっている。一方、本作は技術的にはボウイングと正確な音程を取ることの両面で難しく、演奏至難な楽曲となっている。
楽譜は1798年に出版され、ヨハン・ゲオルク・フォン・ブロウネ＝カミュ伯爵へと献呈された。彼はアイルランド系の家系の生まれで、ロシアではエカチェリーナ2世に仕えて財産を築いていたが、浪費の末に崩壊に至った。

## 楽曲構成
全4楽章で構成される。演奏時間は約23分。

### 第1楽章
Allegretto 2/4拍子 ニ長調
ヴァイオリンによる静かな主題の提示に始まる（譜例1）。これによりまるで曲の冒頭部分は存在しなかったかのような印象を与える。
譜例1
強奏で示される経過主題によりようやく曲の開始が印象付けられ、抒情的な第2主題へと進む（譜例2）。
譜例2
コデッタにより提示部をまとめて、反復記号の指示で冒頭へ戻る。展開部ではまず譜例1が扱われ、後半では譜例2が対位法的に処理される。その終わりにはチェロは最高音域までを駆使し、譜例1から再現部へと入っていく。楽章の終わりには彩り豊かなコーダが置かれ、明るい雰囲気で締めくくられる。

### 第2楽章
Andante quasi allegretto 6/8拍子 ニ短調
譜例3の主題により楽章の幕を開ける。遊び心をみせる音楽となっている。
譜例3
続く主題はヴィオラのアルペッジョとチェロのピッツィカートの上に奏される（譜例4）。ヴィオラが同じ音型を継続する一方、ヴァイオリンとチェロは役割を入れ替えて主題を歌い続ける。
譜例4
両主題が再現されるが形は変えられている。その後にコーダとなって楽章は静かな終わりを迎える。

### 第3楽章
Menuetto: Allegro 3/4拍子 ニ長調
メヌエットとなっているが、テンポが速いことと中間部がトリオと表示されていることからスケルツォであるかのような印象を受ける。メヌエット部は譜例5により開始する。
譜例5
トリオではスタッカートの非旋律的な音型がヴァイオリンにより奏され、チェロにより繰り返される（譜例6）。
譜例6
一貫して弱音を保ったトリオが終結すると、メヌエット・ダ・カーポとなって冒頭からの繰り返しとなる。

### 第4楽章
Rondo: Allegro 2/2拍子 ニ長調
ロンド形式。
ロンド主題はチェロによって提示される（譜例7）。簡素ながら陽気な旋律である。
譜例7
副主題は勢いよくヴァイオリンによって提示される（譜例8）。譜例7の再現に至るまで、様々なエピソードを従えて進められる。
譜例8
チェロによって譜例7が再現され、そのままこの主題が展開される。展開後は再びチェロによる譜例7の再現となり、譜例8の再現が続く。ここへさらに華麗な主題の展開が挿入され、最後はヴァイオリンが譜例7を回想して喜ばしく全曲に幕が下ろされる。